# Horodkiwka (obwód winnicki)
Horodkiwka (ukr. Городківка; pol. hist. Miastkówka) – wieś na Ukrainie, w obwodzie winnickim, w rejonie kryżopilskim. W 2001 roku liczyła 6434 mieszkańców. W 2020 roku liczyła 5138 mieszkańców.
Prywatne miasto szlacheckie Miastkówka położone było w 1789 roku w województwie bracławskim. 
Pod rozbiorami siedziba gminy Miastkówka w powiecie olhopolskim guberni podolskiej.